# ATP Cup
Der ATP Cup war ein Wettbewerb für Nationalmannschaften im Herrentennis. Er wurde von 2020 bis 2022 zum jeweiligen Saisonauftakt der Tour ausgetragen. Veranstalter war die Association of Tennis Professionals (ATP). Der ATP Cup ersetzte im Kalender den Hopman Cup und war vom Konzept her mit dem Davis Cup vergleichbar. Er galt auch als der inoffizielle Nachfolger des World Team Cups, der von 1978 bis 2012 in Düsseldorf ausgespielt und zunächst auch unter diesem Namen angekündigt worden war, ehe er zum ATP Cup umbenannt wurde. Abgelöst wurde er 2023 vom United Cup.

## Modus
Der ATP Cup wurde an den Spielorten Brisbane, Perth und Sydney auf Hartplätzen im Freien ausgetragen. Es nahmen insgesamt 24 Nationen, aufgeteilt auf sechs Gruppen à 4 Teams, an ihm teil. Die Teams qualifizierten sich über die ATP-Weltrangliste, ausgehend vom bestplatzierten Spieler einer Nation. Um als Nation zum Turnier zulassungsberechtigt zu sein, mussten mindestens drei Spieler in der Weltrangliste gelistet sein, zwei davon mit einer Platzierung im Einzel. Sollte sich Gastgeber Australien nicht sportlich qualifiziert haben, hätten sie automatisch eine Wildcard erhalten.
Die Teams traten in der Gruppenphase zweimal im Einzel und einmal im Doppel gegeneinander an. Die Aufeinandertreffen folgten jeweils einer festgelegten Reihenfolge: Zunächst trafen die zweitbesten Einzelspieler eines jeden Teams aufeinander, daraufhin die besten Einzelspieler. Zuletzt folgte, auch wenn ein Team bereits uneinholbar in Führung lag, ein Doppel. Die sechs Gruppensieger und die zwei besten Gruppenzweiten qualifizierten sich für das Viertelfinale. Mit diesem wurde die K.-o.-Phase eingeläutet. In dieser wurde in Viertelfinale, Halbfinale und Finale ein Sieger ausgespielt.
Im Gegensatz zu den konkurrierenden Veranstaltungen Davis Cup und Laver Cup wurden beim ATP Cup Punkte für die Weltrangliste ausgeschüttet. Nach Abhängigkeit von der Weltranglistenposition des Gegners konnte ein ungeschlagener Einzelspieler bis zu 750 Punkte für das Turnier bekommen. Doppelspieler bekamen von der Rangliste unabhängig pro Sieg Punkte und konnten auf maximal 250 Punkte kommen.

## Rezeption
Bereits im Vorfeld der ersten Austragung 2020 gab es aufgrund des komplizierten Spielmodus, der Punktevergabe allgemein und der Frage, ob die Tennissaison drei Teamevents brauche, viel Kritik am ATP Cup. Während der ersten Austragung gab es durchaus positive, wie negative Reaktionen, wobei auch angedacht wurde, eine Damen-Variante einzuführen. Für Kritik sorgte allerdings die Priorisierung des ATP Cups 2020 in Brisbane, wo das zeitgleich ausgetragene, stark besetzte Damenturnier auf die Nebenplätze verwiesen wurde.

## Sieger
| Austragung | Teilnehmer | Spielorte               | Sieger   | Finalgegner | Ergebnis |
| ---------- | ---------- | ----------------------- | -------- | ----------- | -------- |
| 2020       | 24         | Brisbane, Perth, Sydney | Serbien  | Spanien     | 2:1      |
| 2021       | 12         | Melbourne               | Russland | Italien     | 2:0      |
| 2022       | 16         | Sydney                  | Kanada   | Spanien     | 2:0      |

## Weltranglistenpunkte
Die folgende Tabelle zeigt die Verteilung der Weltranglistenpunkte beim ATP Cup. Während im Einzel die Anzahl der möglichen Punkte von der Ranglistenposition des Gegners abhängt, spielt die Position der Gegner im Doppel keine Rolle.
| Spielform | Weltranglistenposition | Runde         | Punkte pro Sieg gegen entsprechend in der Weltrangliste geführten Gegner | Punkte pro Sieg gegen entsprechend in der Weltrangliste geführten Gegner | Punkte pro Sieg gegen entsprechend in der Weltrangliste geführten Gegner | Punkte pro Sieg gegen entsprechend in der Weltrangliste geführten Gegner | Punkte pro Sieg gegen entsprechend in der Weltrangliste geführten Gegner | Punkte pro Sieg gegen entsprechend in der Weltrangliste geführten Gegner |
| Spielform | Weltranglistenposition | Runde         | No. 1–10                                                                 | No. 11–20                                                                | No. 21–30                                                                | No. 31–50                                                                | No. 51–100                                                               | No. 101+                                                                 |
| --------- | ---------------------- | ------------- | ------------------------------------------------------------------------ | ------------------------------------------------------------------------ | ------------------------------------------------------------------------ | ------------------------------------------------------------------------ | ------------------------------------------------------------------------ | ------------------------------------------------------------------------ |
| Einzel    | No. 1–300              | Finale        | 250                                                                      | 200                                                                      | 150                                                                      | 105                                                                      | 75                                                                       | 50                                                                       |
| Einzel    | No. 1–300              | Halbfinale    | 180                                                                      | 140                                                                      | 105                                                                      | 75                                                                       | 50                                                                       | 35                                                                       |
| Einzel    | No. 1–300              | Viertelfinale | 120                                                                      | 100                                                                      | 75                                                                       | 50                                                                       | 35                                                                       | 25                                                                       |
| Einzel    | No. 1–300              | Gruppenphase  | 75                                                                       | 65                                                                       | 50                                                                       | 35                                                                       | 25                                                                       | 20                                                                       |
| Einzel    | No. 301+               | Finale        | 85                                                                       | 85                                                                       | 85                                                                       | 85                                                                       | 85                                                                       | 55                                                                       |
| Einzel    | No. 301+               | Halbfinale    | 55                                                                       | 55                                                                       | 55                                                                       | 55                                                                       | 55                                                                       | 35                                                                       |
| Einzel    | No. 301+               | Viertelfinale | 35                                                                       | 35                                                                       | 35                                                                       | 35                                                                       | 35                                                                       | 25                                                                       |
| Einzel    | No. 301+               | Gruppenphase  | 25                                                                       | 25                                                                       | 25                                                                       | 25                                                                       | 25                                                                       | 15                                                                       |
| Doppel    | Irrelevant             | Finale        | 80                                                                       | 80                                                                       | 80                                                                       | 80                                                                       | 80                                                                       | 80                                                                       |
| Doppel    | Irrelevant             | Halbfinale    | 75                                                                       | 75                                                                       | 75                                                                       | 75                                                                       | 75                                                                       | 75                                                                       |
| Doppel    | Irrelevant             | Viertelfinale | 55                                                                       | 55                                                                       | 55                                                                       | 55                                                                       | 55                                                                       | 55                                                                       |
| Doppel    | Irrelevant             | Gruppenphase  | 40                                                                       | 40                                                                       | 40                                                                       | 40                                                                       | 40                                                                       | 40                                                                       |

Punktevergabe für das aufgrund der Coronavirus-Pandemie verkleinerte Teilnehmerfeld von 12 Nationen im Jahr 2021:
| Spielform | Weltranglistenposition | Runde        | Punkte pro Sieg gegen entsprechend in der Weltrangliste geführten Gegner | Punkte pro Sieg gegen entsprechend in der Weltrangliste geführten Gegner | Punkte pro Sieg gegen entsprechend in der Weltrangliste geführten Gegner | Punkte pro Sieg gegen entsprechend in der Weltrangliste geführten Gegner | Punkte pro Sieg gegen entsprechend in der Weltrangliste geführten Gegner | Punkte pro Sieg gegen entsprechend in der Weltrangliste geführten Gegner | Punkte pro Sieg gegen entsprechend in der Weltrangliste geführten Gegner |
| Spielform | Weltranglistenposition | Runde        | Nr. 1–10                                                                 | Nr. 11–20                                                                | Nr. 21–30                                                                | Nr. 31–50                                                                | Nr. 51–100                                                               | Nr. 101–250                                                              | Nr. 251+                                                                 |
| --------- | ---------------------- | ------------ | ------------------------------------------------------------------------ | ------------------------------------------------------------------------ | ------------------------------------------------------------------------ | ------------------------------------------------------------------------ | ------------------------------------------------------------------------ | ------------------------------------------------------------------------ | ------------------------------------------------------------------------ |
| Einzel    | Nr. 1–250              | Finale       | 220                                                                      | 180                                                                      | 140                                                                      | 100                                                                      | 75                                                                       | 45                                                                       | 30                                                                       |
| Einzel    | Nr. 1–250              | Halbfinale   | 150                                                                      | 130                                                                      | 100                                                                      | 70                                                                       | 45                                                                       | 30                                                                       | 20                                                                       |
| Einzel    | Nr. 1–250              | Gruppenphase | 75                                                                       | 65                                                                       | 50                                                                       | 35                                                                       | 25                                                                       | 20                                                                       | 15                                                                       |
| Einzel    | Nr. 251+               | Finale       | 55                                                                       | 55                                                                       | 55                                                                       | 55                                                                       | 55                                                                       | 45                                                                       | 30                                                                       |
| Einzel    | Nr. 251+               | Halbfinale   | 45                                                                       | 45                                                                       | 45                                                                       | 45                                                                       | 45                                                                       | 30                                                                       | 20                                                                       |
| Einzel    | Nr. 251+               | Gruppenphase | 25                                                                       | 25                                                                       | 25                                                                       | 25                                                                       | 25                                                                       | 15                                                                       | 10                                                                       |
| Doppel    | Irrelevant             | Finale       | 100                                                                      | 100                                                                      | 100                                                                      | 100                                                                      | 100                                                                      | 100                                                                      | 100                                                                      |
| Doppel    | Irrelevant             | Halbfinale   | 75                                                                       | 75                                                                       | 75                                                                       | 75                                                                       | 75                                                                       | 75                                                                       | 75                                                                       |
| Doppel    | Irrelevant             | Gruppenphase | 50                                                                       | 50                                                                       | 50                                                                       | 50                                                                       | 50                                                                       | 50                                                                       | 50                                                                       |

2022 gab es 16 Mannschaften und die Punktvergabe wurde etwas geändert:
| Spielform | Weltranglistenposition | Runde        | Punkte pro Sieg gegen entsprechend in der Weltrangliste geführten Gegner | Punkte pro Sieg gegen entsprechend in der Weltrangliste geführten Gegner | Punkte pro Sieg gegen entsprechend in der Weltrangliste geführten Gegner | Punkte pro Sieg gegen entsprechend in der Weltrangliste geführten Gegner | Punkte pro Sieg gegen entsprechend in der Weltrangliste geführten Gegner | Punkte pro Sieg gegen entsprechend in der Weltrangliste geführten Gegner | Punkte pro Sieg gegen entsprechend in der Weltrangliste geführten Gegner |
| Spielform | Weltranglistenposition | Runde        | Nr. 1–10                                                                 | Nr. 11–20                                                                | Nr. 21–30                                                                | Nr. 31–50                                                                | Nr. 51–100                                                               | Nr. 101–250                                                              | Nr. 251+                                                                 |
| --------- | ---------------------- | ------------ | ------------------------------------------------------------------------ | ------------------------------------------------------------------------ | ------------------------------------------------------------------------ | ------------------------------------------------------------------------ | ------------------------------------------------------------------------ | ------------------------------------------------------------------------ | ------------------------------------------------------------------------ |
| Einzel    | Nr. 1–250              | Finale       | 280                                                                      | 220                                                                      | 160                                                                      | 120                                                                      | 90                                                                       | 60                                                                       | 40                                                                       |
| Einzel    | Nr. 1–250              | Halbfinale   | 200                                                                      | 160                                                                      | 120                                                                      | 90                                                                       | 60                                                                       | 40                                                                       | 30                                                                       |
| Einzel    | Nr. 1–250              | Gruppenphase | 90                                                                       | 80                                                                       | 65                                                                       | 40                                                                       | 30                                                                       | 25                                                                       | 20                                                                       |
| Einzel    | Nr. 251+               | Finale       | 85                                                                       | 85                                                                       | 85                                                                       | 85                                                                       | 85                                                                       | 55                                                                       | 40                                                                       |
| Einzel    | Nr. 251+               | Halbfinale   | 55                                                                       | 55                                                                       | 55                                                                       | 55                                                                       | 55                                                                       | 40                                                                       | 30                                                                       |
| Einzel    | Nr. 251+               | Gruppenphase | 30                                                                       | 30                                                                       | 30                                                                       | 30                                                                       | 30                                                                       | 20                                                                       | 15                                                                       |
| Doppel    | Irrelevant             | Finale       | 90                                                                       | 90                                                                       | 90                                                                       | 90                                                                       | 90                                                                       | 90                                                                       | 90                                                                       |
| Doppel    | Irrelevant             | Halbfinale   | 75                                                                       | 75                                                                       | 75                                                                       | 75                                                                       | 75                                                                       | 75                                                                       | 75                                                                       |
| Doppel    | Irrelevant             | Gruppenphase | 45                                                                       | 45                                                                       | 45                                                                       | 45                                                                       | 45                                                                       | 45                                                                       | 45                                                                       |